# Chiesa di Sant'Eusebio (Milano)
La chiesa di Sant'Eusebio era una chiesa di Milano. Situata in via Brera, di fronte all'attuale Pinacoteca di Brera fu demolita nel 1865.

## Storia e descrizione
La fondazione della chiesa viene fatta risalire a livello di tradizione all'epoca di Re Desiderio, mentre le prime prove scritte che attestano la presenza della chiesa risalgono al 1173.
Benché in alcuni manoscritti sia indicato Sant'Eusebio vescovo di Milano come titolare della chiesa, il vero santo titolare è Sant'Eusebio da Vercelli: fatto confermato dai registri che indicano la festa patronale come da sempre giorno di festeggiamento nella chiesa.
La chiesa, poiché in stato quasi rovinoso, fu rifatta per volere dell'arcivescovo Federico Borromeo nel 1620, tuttavia l'aspetto che ci giunge è quello del primitivo edificio: la chiesa era larga 10 metri per 28 metri di lunghezza ed ospitava due cappelle: la prima dedicata a San Giovanni Battista e Santa Caterina, costruita nel 1343, mentre l'altra era la cappella gentilizia della famiglia Archinto.
La chiesa, da sempre sede parrocchiale, fu demolita nel 1865.